# 隈部直光
隈部 直光（くまべ なおみつ、1929年 - ）は、日本の英語教育学者、大妻女子大学名誉教授。

## 人物
東京都生まれ。東京教育大学大学院博士課程満期退学。語学教育研究所長を務めた。2002年まで大妻女子大教授。

## 著書

### 単著
- 多読・精読英文解釈 60の解釈ルールと長文読解 中教出版 1977
- 英語授業182場面集 私の辛口診断 中教出版 1988.11
- 英語教師do's & don'ts クマベ先生心得100箇条 中教出版 1991.12
- 英語教師心得のすべて 開拓社 1996.9
- 教えるための英文法 リーベル出版 2002.1

### 共編著
- 英作文法征服の公式 受験・学習の最短コース 芹沢栄共著 学燈社 1964.7
- 総合整理英語77 奥幸雄,村田勇三郎共著 学灯社 1965.3
- 解釈のキーポイント 福田陸太郎共著 文化評論出版 1970
- 高校英文法 中学の復習から実力養成へ　入門編 中教出版 1976.4
- 英文法基礎精選問題集 開拓社 1977.2
- 亡国への学校英語 いま、この国民的課題を、中学生をもつ父母とともに考える 若林俊輔共著 英潮社新社 1982.6
- 英文法基礎精選問題集 学習指導要領(英語1)準拠 開拓社 1982.2 (精選問題シリーズ)
- 基礎からよくわかる英語2 中村豊共著 旺文社 1983.2
- 英文法 基礎強化問題集 開拓社 1984.6
- 英文解釈 基礎強化問題集 開拓社 1985.3 (アルファプラス)

### 記念論集
- 21世紀の英語教育への提言と指針 / 隈部直光教授古稀記念論集編集委員会 開拓社 2002.1

## 栄典
- 2008年11月 瑞宝中綬章受章[1]